# Sindanglaya (Pagelaran)
Sindanglaya is een bestuurslaag in het regentschap Pandeglang van de provincie Banten, Indonesië. Sindanglaya telt 2064 inwoners (volkstelling 2010).